# Maikki Länsiö
Marja-Helena ”Maikki” Länsiö (12 de noviembre de 1932 – 13 de octubre de 1996) fue una actriz teatral, cinematográfica y televisiva finlandesa.

## Biografía
Su verdadero nombre era Marja-Helena Länsiö, y nació en Turku, Finlandia. Antes de acudir a la Academia de Teatro de la Universidad de las Artes de Helsinki, en la que se graduó en 1953, ya había estudiado música y danza. Tras graduarse, se sumó al elenco del Teatro Nacional de Finlandia, trasladándose en 1965 al Teatro Kaupunginteatteri de Turku, donde se jubiló en 1988. A lo largo de su carrera teatral fue una actriz habitual de obras de William Shakespeare.
Fue también actriz cinematográfica, interpretando principalmente papeles de reparto. Su papel más destacado fue el de Löpö en la comedia Kuriton sukupolvi (1957). También trabajó en varias producciones radiofónicas y programas musicales. Además de su faceta de actriz, Länsiö fue también conocida en los años 1960 por grabar canciones infantiles junto al actor Esa Saario, siendo la de mayor fama la titulada ”Hottentottilaulu”.
Maikki Länsiö se casó con el actor Jussi Jurkka en 1955. Tuvieron una hija, Laura Jurkka (nacida en 1958), también actriz. La pareja se divorció en 1966, y Länsiö se casó de nuevo con el actor Matti Varjo, del cual también se divorció. Länsiö falleció en Turku en el año 1996, a los 63 años de edad.

## Teatro
- Los secuestrados de Altona
- Casablancan koirat
- El jardín de los cerezos
- Kultainen vasikka
- Como gustéis
- La fierecilla domada
- La princesa gitana
- Pienet ketut
- Porvari aatelismiehenä
- Romeo y Julieta

## Cine
- 1952 : Suomalaistyttöjä Tukholmassa
- 1953 : Varsovan laulu
- 1953 : Tyttö kuunsillalta
- 1953 : Jälkeen syntiinlankeemuksen
- 1954 : Mä oksalla ylimmällä
- 1955 : Nukkekauppias ja kaunis Lilith
- 1955 : Helunan häämatka
- 1956 : Rintamalotta
- 1957 : Kuriton sukupolvi
- 1957 : Musta rakkaus
- 1958 : Äidittömät
- 1958 : Autuas eversti
- 1959 : Lasisydän
- 1961 : Voi veljet, mikä päivä!